# 胜利号航空母舰
勝利号航空母舰（英語：HMS Victorious）是光輝級航空母艦二號艦，也是继光輝號和可畏號之后的第三艘下水的光辉级航空母舰。根据1936年海军计划，她于1937年在泰恩河畔纽卡斯尔的维克斯-阿姆斯特朗造船厂建造，並於1939年下水。勝利號曾經一度推遲服役，但由于大西洋海战中英國對護航任務的需求不斷加大，最終於1941年勝利號正式服役。
她在1941年和1942年參與包括圍剿俾斯麥號、北極護航和台座行动等著名行动。她1943年2月至8月，她被借给美国海军，更名為羅賓號(英语：USS Robin)，并作为第三舰队的一員在西南太平洋服役。1944年，勝利號參與鎢作戰，重創躲在挪威港口的鐵必制號戰列艦。隨著德国海军威胁的消除，使她能够重新部署到科伦坡的遠東舰队，而後再部署到英國太平洋艦隊，以进行对日战争的最后行动。
战后，她在1950年至1958年间被轉為預備役，并進行噴氣式艦載機的改裝。包括在机库甲板上方建造新的上层建筑，一个新的斜角甲板，  新的锅炉，984型雷达和数据链路以及重型舰载计算机的安装，其能够跟踪50个目标并评估其审讯和拦截的优先级。1967年由於對英国海军投入的减少、印度尼西亚-马来西亚对抗的结束以及在改装时发生火灾，導致她提前三到五年最终退役，并于1969年被拆解。

## 第二次世界大战

### 圍獵俾斯麥行動
1941 年，勝利號服役仅两周后，她就参与了在北大西洋搜寻俾斯麦号戰列艦的任务。由於英國皇家海軍最初僅打算將其作為前往中东的WS 8B護航船隊的一部分，她几乎没有做好參加圍獵俾斯麥行動的準備，因此只有四分之一的飞机补编上船。勝利號與同行的乔治五世国王号戰列艦、反击號戰列巡洋艦以及4艘轻型巡洋舰被仓促部署，协助圍獵俾斯麥號。  

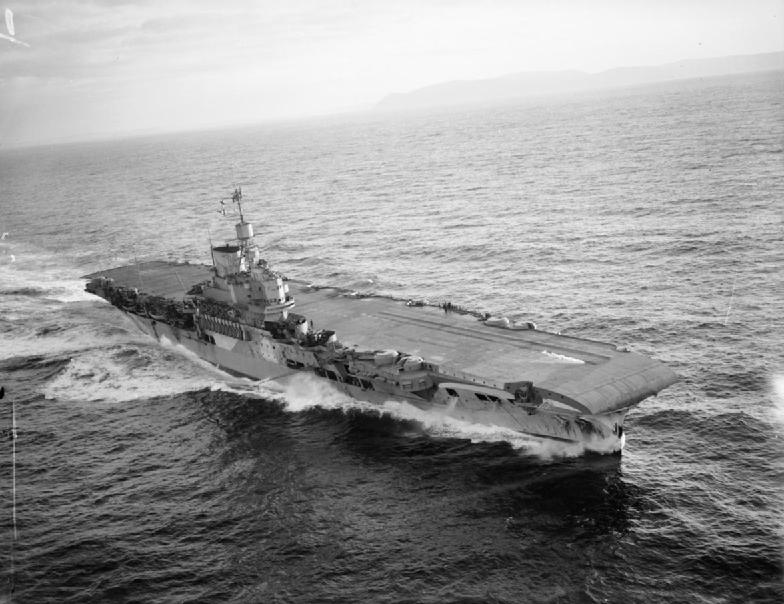
1941 年的勝利號航空母艦

1941 年 5 月 24 日，胜利号起飛了九架双翼剑鱼鱼雷轰炸机和两架海燕式戰鬥轟炸機。在尤金·埃斯蒙德的指挥下，“绳袋”飛行中隊在恶劣的天气中飞行，並冒著高射炮的巨大火力攻击俾斯麦，最終用鱼雷成功击中其装甲带。 雖然在攻击期间没有任何一架飞机被击落，但由於富尔玛号在回程中耗尽了燃料，並且由于其归航信标失灵，使得飛機不得不在海中抛锚，因此勝利號没有进一步参与追逐。来自皇家方舟號航空母艦的飞机损坏了俾斯麥號戰列艦的舵机，从而导致她在三天后沉没。埃斯蒙德因参与该行动而获得了傑出服務勛章 。 

### 北极护航和其他任务
1941年6月上旬，作为WS-8X护航舰队的一部分，从胜利号出发的825中队的剑鱼號編隊在亚速尔群岛北部发现了德国补给船冈森海姆號。冈森海姆號原本打算前去支援俾斯麥號，但随后在英国军舰接近时被凿沉。  6月5日，勝利號被派往直布罗陀，并在皇家方舟號和其他海軍艦船的護衛下，起飞了數架霍克飓风戰鬥機，以支援被圍困在馬耳他的英軍（ “追踪者行动” ）。 胜利号带着从冈森海姆号上俘获的船员回到了斯卡帕湾的海军基地。 
1941年7月下旬，她護送满载水雷的冒險號布雷巡洋舰穿越北冰洋前往摩尔曼斯克。 7月31日，她参加了对希尔克内斯和佩特萨莫的突袭，其中13架飞机在此次戰鬥中被擊落。 
8月底，勝利號在巡洋舰和驱逐舰的陪同下，护送一支盟军护航队前往阿爾漢格爾斯克（苦行者行动），然后掩护向摩尔曼斯克运送飓风战斗机的阿古斯号返回。
9月初，她对特罗姆瑟、对韋斯特峽灣和对博德的附近的船只发动更多的空袭。  9月13日，勝利號的飞机击沉了挪威海達路德公司的沿海轮船巴洛伊号。 

1941年10月，根据被解密的德国恩尼格玛信号表明德国军舰舍尔将军号和提尔比茨号正在向大西洋突围。胜利号被部署在本土舰队，并对其进行拦截；包括与乔治五世号战列舰、爱达荷号战列舰和密西西比号战列舰，以及威奇塔巡洋舰和塔斯卡卢萨号巡洋舰等舰船在丹麦海峡进行巡逻。而此次英美联合行动早于美国正式与德国正式进入战争状态。并且这一行动一直持续到11月中旬，希特勒取消行动为止。之后的胜利号航空母舰一直在本土舰队服役，直到1942年3月。 
1942年3月和4月，胜利号返回北极护航舰队，并为PQ-12 、 QP-8 、 PQ-13 、 QP-9 、 PQ-14和QP-10船队提供掩护。在行动期间，她还对提尔比茨号战列舰发动了一次不成功的空袭，并损失了两架飞机。从4月底到6月，包括英国胜利号航空母舰、美国华盛顿号战列舰、塔斯卡卢萨号重巡洋舰和威奇塔号重巡洋舰在内的英美联合舰队为PQ-16 、 QP-12 、PQ-17 和QP-13船队护航，而后胜利号返回斯卡帕湾。 
在PQ-17船队被德军重创后，北极护航船队被暂时中止行动，参加护航舰队的三十六艘船中有二十三艘被德军击沉。这是船队在认为德国军舰希佩尔海军上将 、 吕佐夫号 、 舍尔将军号和提尔比茨号即将发动攻击而分散后发生的。

### 台座行动
北极护航船队的暂停使得胜利号得以参与台座行动，对马耳他进行补给。1942年8月3日前往马耳他的WS-21S船队在胜利号、纳尔逊号战列舰以及尼日利亚号、肯尼亚号和曼彻斯特号的护送下离开英国。与不挠号 、 愤怒号 、 鹰号和阿古斯号进行演习（狂暴行动），以提高作战技术。 
台座行动于1942年8月10日开始，此次行动涉及多个协调小组中的大量船只；其中包括两艘战列舰、四艘航空母舰、七艘巡洋舰和三十二艘驱逐舰。一些航母为马耳他的防务运输飞机，十四艘商船运载物资。 1942年8月12日，胜利号在意大利轰炸机的攻击下轻微受损。  而鹰号航空母舰就没有那么幸运了，她在返回直布罗陀的途中被一艘德国U型潜艇所发射的鱼雷击沉。最终， 台座行动对同盟国来说是成功的：包括石油在内的补给和喷火战斗机的增援使马耳他在轴心国的猛烈进攻下得以坚守，尽管代价是损失了9艘商船、1艘航空母舰、2艘巡洋舰以及1艘驱逐舰。
1942年9月，胜利号进行了改装，包括安装了一个飞机导航室。经过试验后，她已经准备好参加北非登陆行动。 

### 火炬行动
1942年11月，胜利号参加了北非登陆行动。火炬行动涉及皇家海军的196艘舰艇和美国海军的 105 艘舰艇，约有107000名盟军士兵登陆。最终火炬行动成功。该行动是是后来进攻西西里岛、意大利和法国的前奏。胜利号在盟军登陆期间提供空中掩护，并对阿尔及尔和杜里堡发动空袭。她的四架格鲁曼F4F野猫战斗机降落在布利达机场，接受当地驻军接受投降。 
她于11 月18日启程前往斯卡帕湾，在途中，817中队的青花鱼式鱼雷轰炸机使用深水炸弹向位于菲尼斯特雷角的U-517发动深水攻击。最终潜艇因结构严重受损而沉没；其幸存的船员被机遇号驱逐舰救起。 

### 在美国海军服役
太平洋战争期间，由于大黄蜂号被日军击沉，企业号在圣克鲁斯群岛战役中严重受损，美国海军在太平洋战场上仅剩下萨拉托加号一艘航母仍可运作。1942年12月下旬，在美国请求增援航母后，胜利号被租借给美国海军。在美国服役期间，她被更名为罗宾号。1943年1月，罗宾号在美国诺福克海军造船厂进行了改装，并增加了复仇者飞机，罗宾号于2月14日通过巴拿马运河，与美军在太平洋地区作战。她的船员遭遇了白喉的爆发，医疗用品在2月21日被空投到她那里。

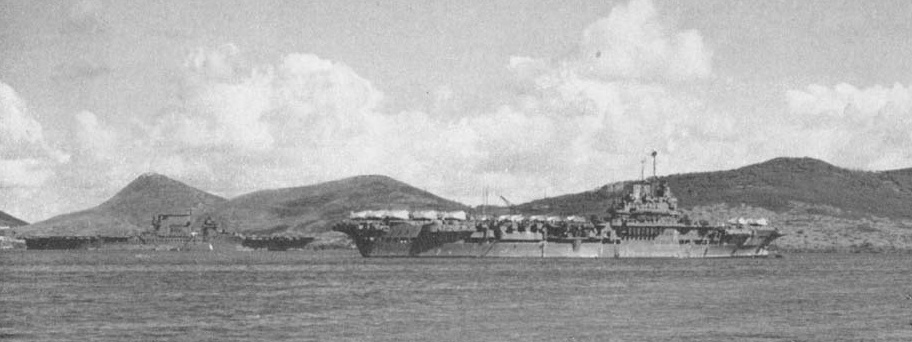
胜利号和萨拉托加号在努美阿，1943 年

罗宾号于1943年3月抵达珍珠港，并配备了更重的避雷器线，因为皇家海軍的避雷器線对复仇者轟炸機来说太轻了。另外，她還安裝了額外的防空炮。而後她驶向西南太平洋，于 5月17日抵达新喀里多尼亚的努美阿，並与萨拉托加号组成组成第1航空母艦打擊群。 而后她与包括萨拉托加号航空母艦和北卡罗来纳号戰列艦、马萨诸塞号戰列艦和印第安纳号戰列艦在内的第14特遣編隊一起出航，对日本舰队活动进行扫荡，但没有與敵接触。在行动中，六架飞机因事故而損失。指挥该打擊群的海军少将德维特拉姆齐於6月进行了评估演习和巡逻扫荡，并确定罗宾號擁有優越的战斗机控制能力，但由于其重量，對復仇者轟炸機的處理很差。因此，他将832航空兵中队调到萨拉托加号上，而将第3航空队调到罗宾号上。此后，罗宾主要負責战斗机掩護，萨拉托加号主要负责對敵打击。6月27日，6月27日，第14特遣編隊被重新命名为36.3特遣舰队，并为進攻新乔治亚島提供掩护（侧手翻行动的一部分）提供掩护。在接下来的28天里，罗宾号连续在海上作战，以超过18节（33公里/小时）公里的平均速度航行了12223英里，出动戰機614架次。创造了英国航母的记录。 7月25日勝利號返回努美阿，並被召回國內。虽然日本人擁有四艘航空母舰，而拉姆齐僅有两艘，但似乎他们并不打算保持他们的优势，而且新的埃塞克斯級航母的頭两艘航空母舰已经提前抵达珍珠港。胜利号于7月31日启程前往珍珠港，留下她的复仇者轟炸機作为薩拉托加號的替補，並與印第安納號戰列艦一同前行，在前往珍珠港的途中发动了165次反潜作戰。同時她还搭载了完成任务的美国飞行员以及两名日军战俘。在圣地亚哥進行短暂停留后，勝利號于8月26日通过巴拿马运河，并于9月1日抵达诺福克海军造船厂，在那裡拆除了安裝在其身上的美軍設備。返回英國後，她于1943年9月26日抵达克莱德河畔的格林诺克，並在那里卸下飞机和物资，等待改装。 

### 攻擊提爾比茨號
从1943年12月至1944年3 月，勝利號在利物浦接受改装，她在那裡安装了新的雷达。  3 月底，勝利號与安森號戰列艦和约克公爵號戰列艦组成第一艦隊，负责掩护JW-58号护航船队的通过。 1944年4月2日，第一艦隊与第二艦隊会合，第二艦隊由愤怒号航空母艦和護航航母皇帝号、奋进号、追击号、搜索号以及众多巡洋舰和驱逐舰组成。对位于挪威阿尔塔夫乔德的德国战列舰提尔皮茨号发起了攻击（钨行动）。在这次行动中，梭鱼鱼雷轰炸机分两波進行攻击，其中14次成功击中战舰，并对战舰的防御设施进行扫射。虽然近距离的攻擊造成了船體進水，并且对上层建筑造成了严重的破坏，但该舰的装甲并没有被击穿。尽管如此，这次攻击使提尔皮茨号在未來几个月内无法作战。  三天后特遣队返回斯卡帕灣。
胜利号本将在4月和5月参加对提尔皮茨的另外三次袭击（星球行动、勇气行动和虎爪行动），但由于天气不好，这些行动均被取消，取而代之的是反舰袭击。 5月30日，U-957使用声纳鱼雷对胜利号的攻击失败，随后她在挪威附近进行了更多的航运攻击（伦巴第行动）。 

### 东方舰队

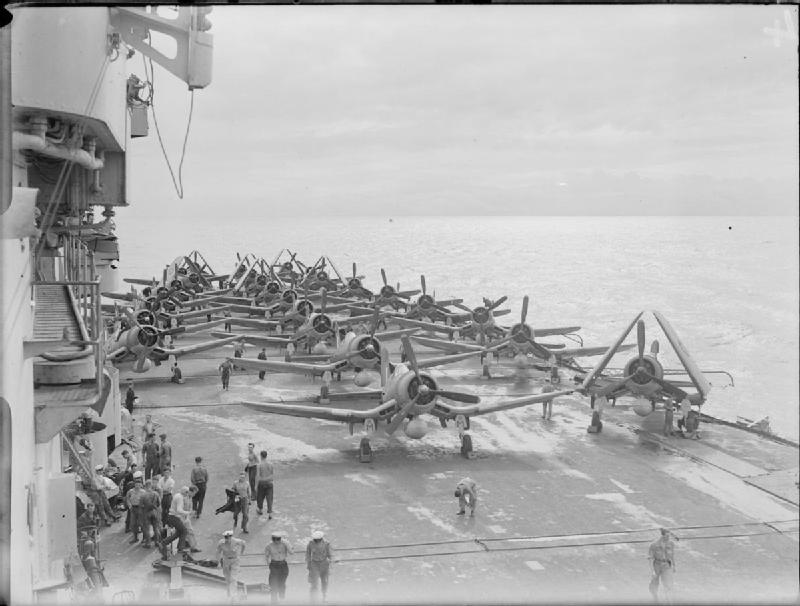
1944 年 9 月袭击實格里之前，海盗战斗机在胜利号飞行甲板上准备就绪

1944年6月，胜利号与不挠号一起离开英国水域，前往锡兰的科伦坡（现在的斯里兰卡）加入东方舰队，并于7月5日抵达那里。东方舰队在经历了一个贸易保护期和相对脆弱的平静时期后，正在从大西洋与地中海调集舰船，准备对日军采取进攻行动。 
短暂的准备阶段之后，胜利号参加了一系列针对日本设施的空袭。首先是7月25日的 "深红行动"，与光辉号袭击苏门答腊岛萨邦附近的机场。8月下旬，她为东方舰队的舰艇提供空中掩护，这些舰艇在苏门答腊岛的空袭中为美军飞机提供海空救援设施（回旋镖行动） 。8月29日，在豪号战列舰的护送下， 胜利号与光辉号、不挠号对巴东 、 英达罗恩和德魯巴羽发动了空袭（宴会行动）。在短暂的停顿之后，9月18日，胜利号和不挠号袭击了苏门答腊岛西格利的铁路货场，随后对尼科巴群岛进行了摄影侦察（光明行动）。在光明行动期间，精神号潜水艇遭到了友军火力的攻击，但所幸没有造成任何人员伤亡。
9月底，胜利号在孟买进行了短暂的休整，对其舵机进行了维修，以修复在光明行动中出现的问题。她于10月6日重新返回了东方舰队。接下来的米莱行动是她在东方舰队的最后一次行动。 10月17日，在声望号战列巡洋舰的护航，她与不挠号一起对尼科巴群岛和南科里港发动攻击。敌人在空袭时击落四架飞机，并击伤了五架飞机。 11月初，由于在米莱行动期间出现了更多问题，胜利号前往孟买进行更多的维修工作。 

### 英国太平洋舰队

#### 苏门答腊战役
1944年11月22日，英国太平洋舰队（BPF）由东方舰队的成员组成，胜利号亦被转移到新舰队。从1944年11月到1945年1月，英国太平洋舰队一直呆在印度洋训练并获得与美国海军合作时需要的经验。然而，胜利号直到1945年1月仍在孟买进行维修，因而错过了对彭加兰布兰登炼油厂的袭击（罗布森行动）。 
1945年1月初，她得以上场参加扁豆行动，并与不挠号和怨仇号一起对彭加兰布兰丹的炼油厂进行再一次空袭。 1月16日，她又对日本在苏门答腊的石油和港口设施进行了空袭。到1月下旬，英国太平洋舰队离开锡兰，并前往位于悉尼的新基地。1月24日，英国太平洋舰队的航行因一系列空袭而中断，而这次是对苏门答腊岛西南部的普拉乔和曼纳的空袭（子午线行动），期间几乎没有受到日本飞机的抵抗。紧接着在1月29日，英国太平洋舰队对索恩吉-杰隆的石油设施发动了一次不成功的空袭。这一次，日本人试图对英国太平洋舰队发动空袭，但被英国太平洋舰队击退。所有航母的飞机在作战中损失为16架，另有25架因飞行员跳伞或迫降而损失。 1945年4月，九名被俘虏的舰队航空兵飞行员被日军处决。 

#### 冲绳战役

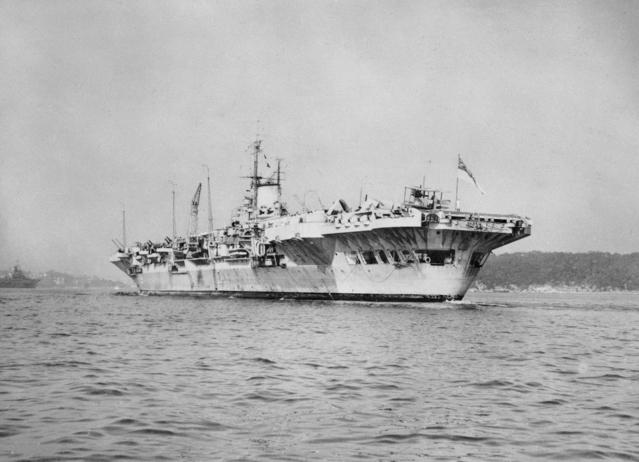
1945 年 2 月，英国太平洋舰队的胜利号和其他船只抵达悉尼

1945年2月初，胜利号在悉尼加入113特遣编队（TF-113），为美国第5舰队服役做准备。月底，113特遣编队离开悉尼前往他们位于新几内亚北部马努斯岛的前沿基地，而后继续前进，于3月25日在乌利蒂加入美国第五舰队，成为第57特遣编队的一员，支援美国对冲绳的进攻。而分配给英军的任务是摧毁日军位于先岛诸岛的机场。从3月下旬到5月25日，英国航母胜利号、光辉号（后因光辉号被重创由可畏号替代）、不倦号和不挠号组成了由菲利普·维安中将指挥的第1航母分艦隊，他们对先岛诸岛（冰山一号和冰山二号行动）和台湾（冰山乌龙行动）的机场采取行动。  
英国航母遭到了神风特攻队的自杀式攻击，胜利号于5月4日和9日被神风特攻队的自杀式飞机击中，4月1日差点被神风特攻队的飞机击中，但是她的装甲飞行甲板抵御了严重的冲击。尽管飞机升降机和上层建筑中的蒸汽管道被损坏，但她仍然留在原地，并且每次都能在袭击发生后的数小时内恢复运行。神风特攻队袭击导致3名船员遇难，19名船员受伤。 

#### 对日作战
1945年5月后，包括胜利号、可畏号、不挠号在内的英国太平洋舰队舰船撤到悉尼和马努斯进行整修。7月16日，英国舰队与美国第3舰队会合，并被吸收为第38特遣舰队的一部分。 
7 月下旬，胜利号的飞机参加了对本州和濑户内海周围的日本航运、运输和空军基地的一系列攻击。在 7 月的一次值得注意的袭击中，来自胜利号的849中队的飞机在九州的别府湾发现日本的护航航母海鹰号并对其发动了攻击，造成其严重损坏，使得该舰在余下的战争中无法继续使用。 然而，英国飞机基本上被排除在针对日本主要海军基地的行动之外。而美国出于政治上的原因，也更愿意为自己保留这些目标。  

#### 二战结束
胜利号原定于1945年8月10日跟随第37特遣编队(TF-37) 前往马努斯岛，并为预期进攻日本本土的行动（奥林匹克行动）做准备，实际于8月12日离开，而后前往悉尼。因日本于8月15日宣布向同盟国投降，使得进攻日本本土的计划变得毫无意义。 
8月31日，胜利号参加了在悉尼举行的胜利大游行。 

## 战后

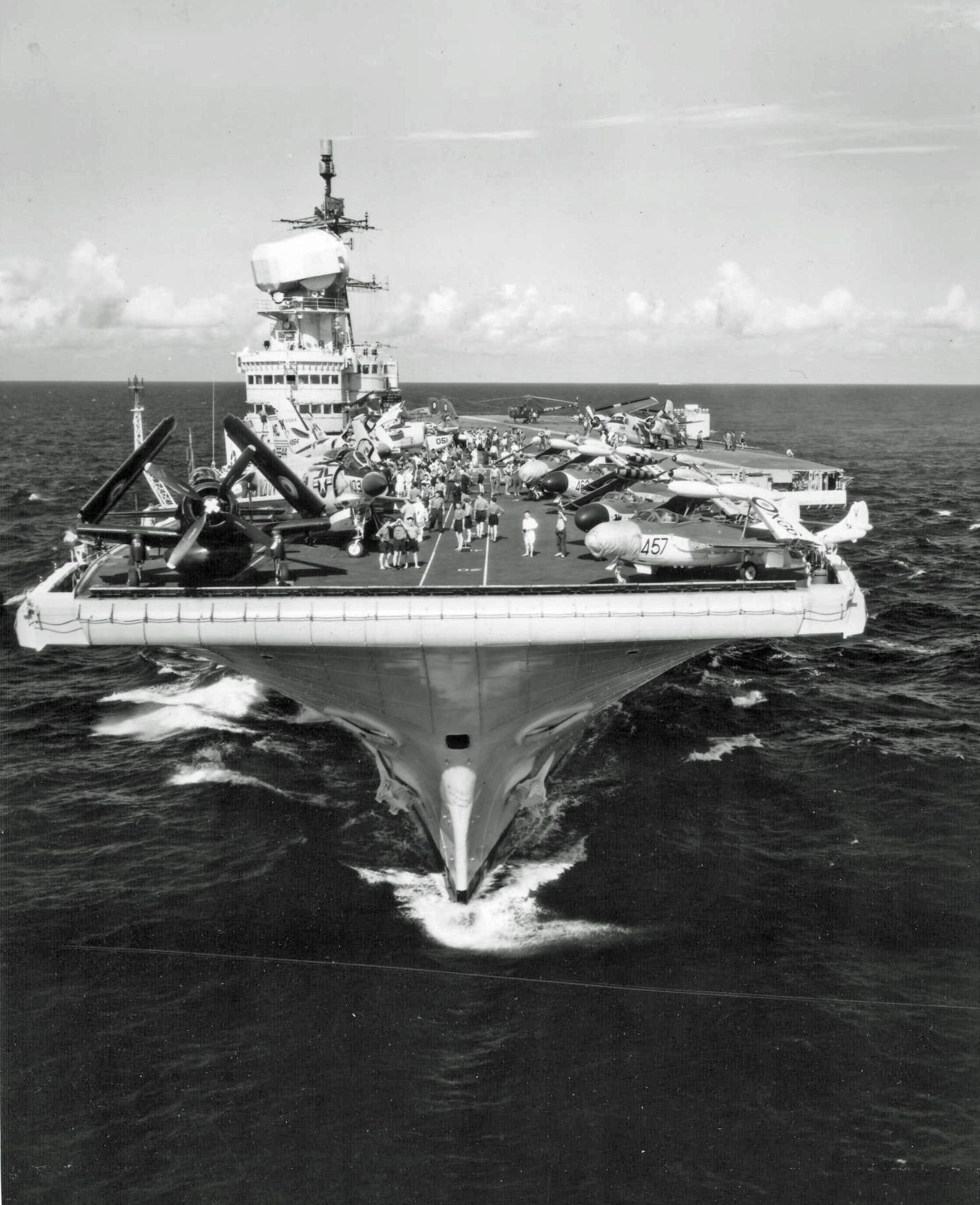
1959年的胜利号，英国和美国海军的飞机停在飞行甲板上。

胜利号1945年9月离开澳大利亚，并于10月27日回到英国，并参加从澳大利亚和远东带回英国军人和战时新娘的航行。  1946-47 年冬天，胜利号上进行了第一次霍克海怒战斗机（Mark 10）的甲板试验，并于1947年初被批准用于航母作战。。 
1947年1月15日，胜利号在德文波特完成了出征任务后被降级为预备役。同年6月，她在朴茨茅斯造船厂进行了改装，增加了宿舍和教室，并于1947年10月1日取代纳尔逊号战列舰，加入本土舰队训练中队。1948年7月，胜利号被部署到波特兰港，以支持1948年伦敦奥运会的帆船项目比赛。 1949年，她在罗塞斯进行了改装，并参加了几次训练巡航和本土舰队的演习。 
1950年至1958年期间，该舰在朴茨茅斯海军基地进行了大规模的重建和现代化改造。这花了8年多的时间，因为频繁的设计变更使新技术得以应用。特别是1953年的决定，胜利号必须更换原来的蒸汽轮机，以便在1964年以后依旧能继续使用，这意味着许多工作必须要重做，新的飞行甲板也要安装两次。重建的费用从原先的500万英镑增加到3000万英镑 。 她的船体被加宽、加深和加长；她的动力系统被替换成福斯特-惠勒公司的锅炉；增加了机库高度；安装了新的3英寸(76毫米)炮；增加了一个8度倾斜飞行甲板和弹射装置。她的雷达设备进行了大规模的改造，以装载最新的设备，包括第一个安装在船上的984型3-D雷达系统。 虽然一开始英国军方希望她能够搭载一个由50架飞机组成的完整航空大队，但由于喷气式飞机的数量迅速增加，使得她只能搭载不超过28架飞机（包括直升机）。

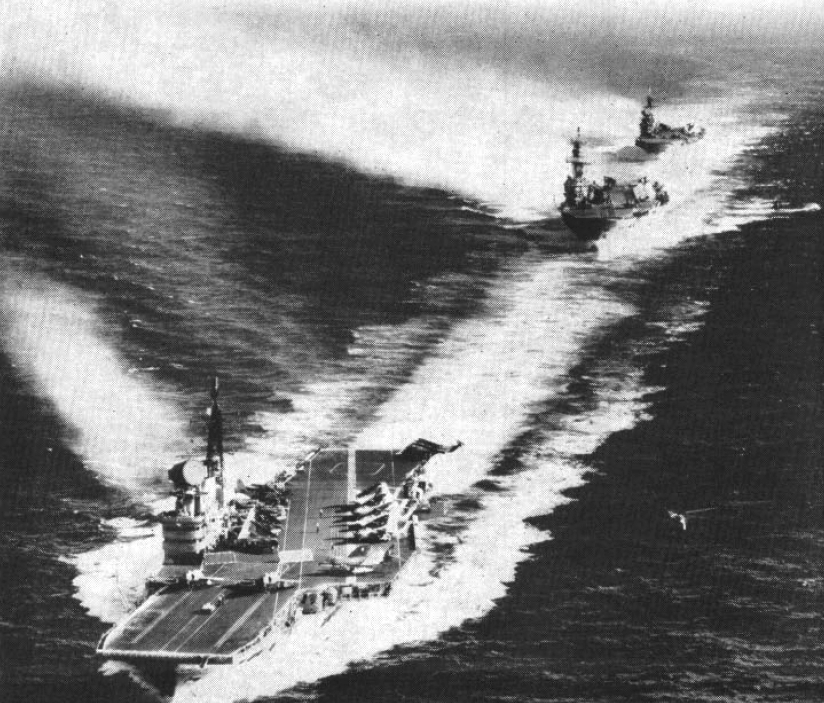
胜利号在1961年带领皇家方舟号和赫尔墨斯号

1958年9月25日，指挥官J.D. 罗素在他的弯刀战斗机坠海后于驾驶室内溺水身亡，这是他在胜利号改装后第一次也是唯一一次尝试着陆失败。虽然着陆钩与阻拦索啮合，但由于操纵不当，导致钢丝断裂，然后飞机慢慢地滚到了一边。虽然它下沉的速度非常慢，但是护航直升机组却无法解救飞行员，人们看到罗素打开了飞机的机舱盖，但可能是重力作用在沉重的机身上的缘故，很快机舱盖就被关上了。 
在1958年1月14日重新加入本土舰队后，她于1960年在大西洋和地中海进行了试航和部署，在拍摄英国电影《击沉俾斯麦号》期间，她同时扮演了自己和皇家方舟号的角色。尽管战后的改装大大改变了她的外观--增加了倾斜的甲板和984 型探照灯雷达。曾在胜利号上作为初级军官服役的演员肯尼思·莫尔扮演了一个虚构的海军部作战主任。影片中，他下令将胜利号从WS-8B护航编队中分离出来，这支护航编队正在克莱德河集结，其目的是将近2万名士兵运往中东。
1961年7月，胜利号参加了支援科威特抵抗伊拉克入侵的行动。 1961年，胜利号转入远东舰队。 1964年，她为新独立的马来西亚提供支持，以抵抗印度尼西亚的领土扩张行动。  1966年4月，她再次启程前往远东舰队服役一年，在此期间，她被证明有能力从美国海军突击者号航空母舰上起降美军的F-4鬼怪II战斗机， 1967年6月，胜利号返回英国接受改造。

### 重建后的一般特征

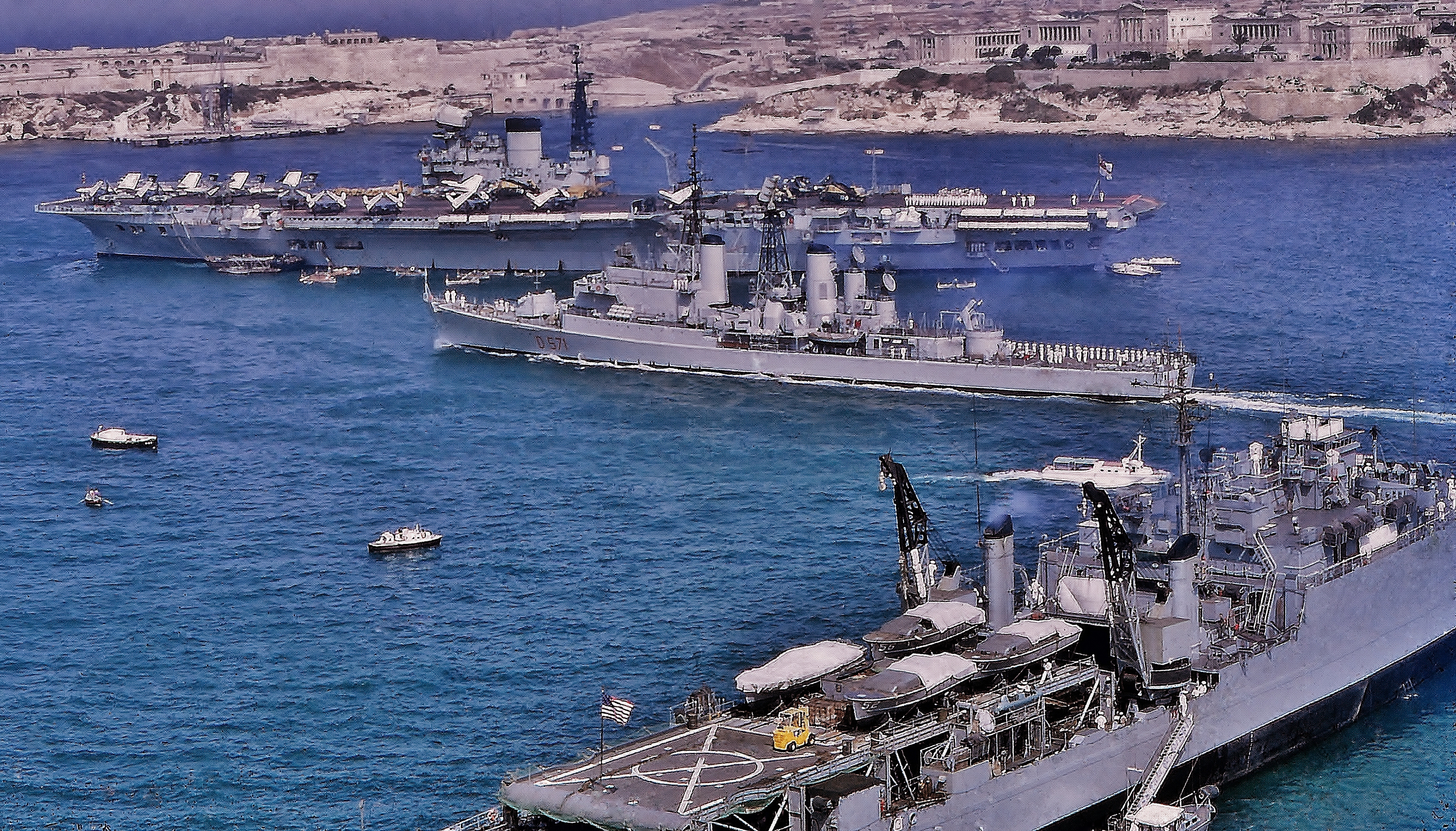
胜利号在1966-1967年远东巡航之后，从马耳他格兰德港返回英国的途中

胜利号重建后的一般特征。 
| 排水量     | 标准：30530吨，满载：35500吨                                                    |
| 船长       | 781英尺（238m）                                                                 |
| 船宽       | 103英尺 6英寸（31.5m) 水线：157英尺（47.8m) 飞行甲板                            |
| 吃水       | 31英尺（9.5m）                                                                  |
| 动力系统   | 3轴帕森斯齿轮式涡轮机，6台福斯特轮式锅炉                                        |
| 装甲       | - 水线装甲带 4英寸 - 机库侧装甲 4英寸 - 飞行甲板装甲 3英寸 - 机库甲板装甲 2英寸 |
| 武器       | - 12门3.5英寸機關槍(6×2) - 6门40毫米博福斯机炮（6x1）                           |
| 可搭载飞机 | 36架                                                                            |
| 雷达       | 984 型、974 型、293Q型                                                          |
| 可搭载船员 | 2400人                                                                          |

### 退役

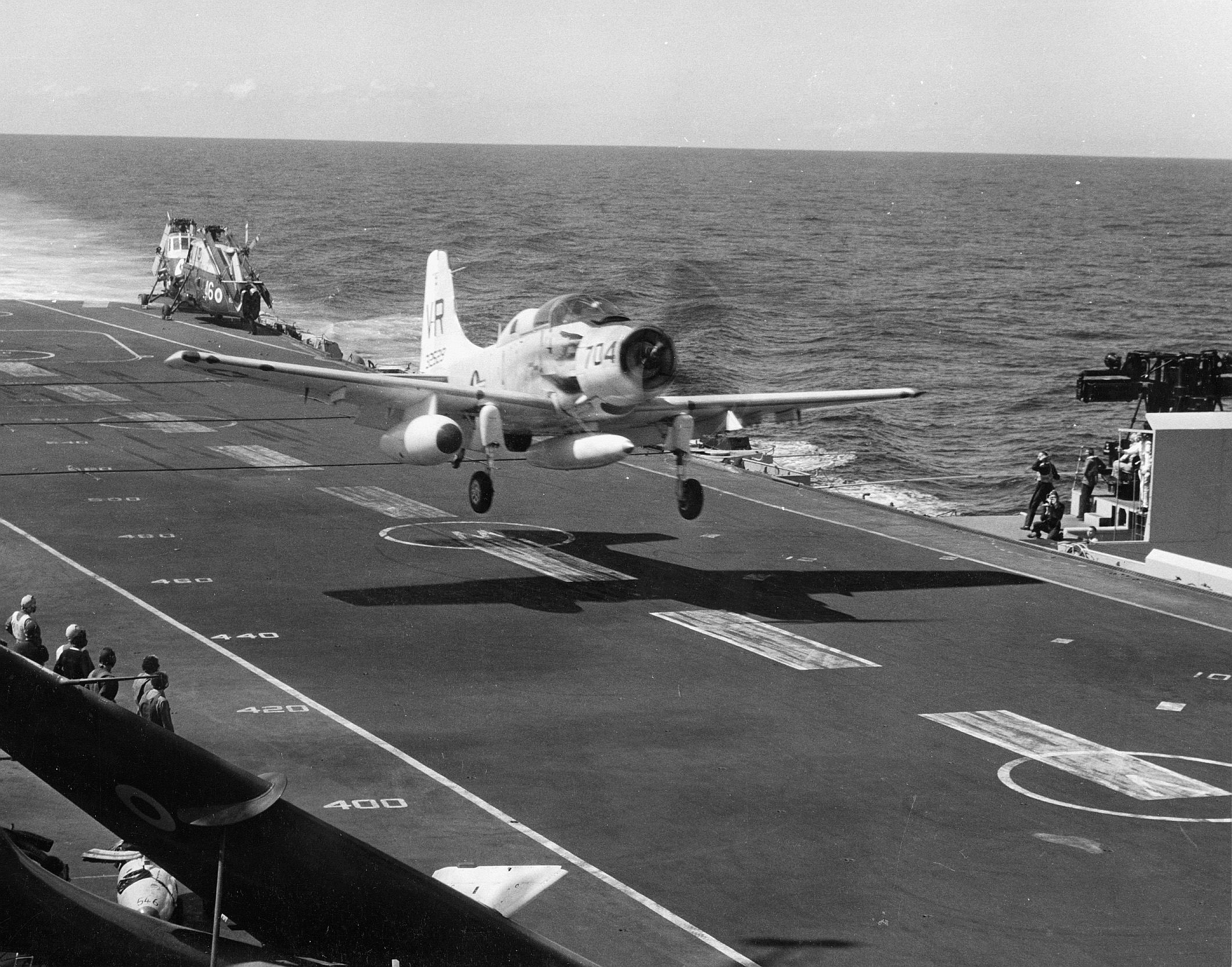
1963年，一架美国海军EA-1F在胜利号上着陆

1967年11月11日，在改装完成后不久，在士官长的餐厅发生了一场相对较小的火灾，但很快被扑灭（火灾导致一人死亡，两人住院 ）。虽然损失相对较小，但这次火灾发生时正值英国国防预算减少，皇家海军出现人力短缺。再加上1966年起英国逐步淘汰固定翼海軍航空兵和常規航母，很快军方决定不再让胜利号重新服役。她的舰长在预定的重新服役仪式前一天才被告知这一消息。 她于1968 年正式退役，并于1969年出售拆解。
1969年，她被卖给了英国拆船公司，并在同年7月13日被拖到克莱德海军基地拆解。  
在她服役期间，胜利号的足迹遍布世界大部分地区。
| 中队               | 机型             | 飞机数量 | 角色           |
| ------------------ | ---------------- | -------- | -------------- |
| 第801海军航空中队  | 海盗S2攻击机     | 9        | 进攻           |
| 第899海军航空中队  | 海雌狐FAW2战斗机 | 10       | 舰队防空       |
| 第849A海军航空中队 | 塘鹅AEW3预警机   | 4        | 机载预警       |
| 第849A海军航空中队 | 塘鹅COD4飞机     | 1        | 承运人船上交货 |
| 第814海军航空中队  | 威塞克斯 HAS.3   | 5        | 反潜战         |
| 船舶飞行           | 威塞克斯 HAS.1   | 2        | 搜寻及救援     |

## 中队和飞机
| 日期                    | 海军航空中队     | Aircraft                |
| ----------------------- | ---------------- | ----------------------- |
| 1941年1月 – 1942年12月  | 809中队          | 海燕-2                  |
| 1941年5月-6月           | 825中队          | 剑鱼-1                  |
| 1941年5月-6月           | 800Z中队         | 海燕-1                  |
| 1941年6月               | 820中队          | 剑鱼-1                  |
| 1941年7月-8月           | 828中队          | 青花鱼-1                |
| 1941年7月-8月           | 827中队          | 青花鱼-1                |
| 1941年7月 – 1942年1月   | 820中队          | 青花鱼-1                |
| 1941年8月 – 1942年11月  | 817中队          | 青花鱼-1                |
| 1941年8月 – 1942年12月  | 832中队          | 青花鱼-1                |
| 1941年9月               | 802中队第8分遣队 | F4F野猫战斗机           |
| 1942年6月-8月           | 885中队          | 飓风1b型战斗机          |
| 1942年7月-12月          | 884中队          | 喷火战斗机 MK-5         |
| 1942年8月               | 801中队分遣队    | 飓风战斗机 MK-1b        |
| 1942年9月 – 1943年9月   | 896中队          | 野猫战斗机-4            |
| 1942年10月 – 1943年10月 | 898中队          | 野猫战斗机-4            |
| 194210月 – 1943年9月    | 882中队          | 野猫战斗机-4            |
| 1943年1月-9月           | 832中队          | 复仇者轰炸机-1          |
| 1944年2月 – 1945年10月  | 1834中队         | 海盗战斗机-2/4          |
| 1944年3月-4月           | 827中队          | 梭鱼-2                  |
| 1944年3月-7月           | 829中队          | 梭鱼-2                  |
| 1944年3月-8月           | 831中队          | 梭鱼-2                  |
| 1944年3月–1945年10月    | 1836中队         | 海盗战斗机-2/4          |
| 1944年7月-9月           | 1837中队         | 海盗战斗机-2            |
| 1944年7月               | 1838中队         | 海盗战斗机-2            |
| 1944年9月               | 822中第9分遣队   | 梭鱼-2                  |
| 1944年12月 – 1945年10月 | 849中队          | 复仇者轰炸机-2          |
| 1957年11月 – 1958年7月  | 701C中队         | 蜻蜓 HR3直升机          |
| 1958年6月 – 1962年3月   | 803中队          | 弯刀战斗机              |
| 1958年8月 – 1959年2月   | 824中队          | 韦斯特兰旋风直升机 HAS7 |
| 1958年9月 – 1960年6月   | 849B中队         | A-1攻击机 AEW1          |
| 1958年9月 – 1960年2月   | 893中队          | 海雌狐战斗机 FAW1       |
| 1958年11月 – 1958年12月 | 831B中队         | 海毒式战斗机 ECM22      |
| 1959年2月               | 894中队分遣队    | 海毒式战斗机 FAW22      |
| 1959年6月-8月           | 894中队          | 海毒式战斗机 FAW22      |
| 1959年7月 – 1962年3月   | 892中队          | 海毒式战斗机FAW1        |
| 1959年9月 – 1959年12月  | 831B中队         | 海毒式战斗机 ECM22      |
| 1960年1月 – 1960年2月   | 831A中队         | 塘鹅式反潜机 ECM4       |
| 1961年12月              | 815中队          | 威塞克斯直升机 HAS1     |
| 1960年6月 – 1962年3月   | 849B中队         | 海毒式战斗机 AEW3       |
| 1960年8月 – 1962年4月   | 825中队          | 旋风直升机 HAS7         |
| 1960年9月               | 893中队分遣队    | 海雌狐 FAW1             |
| 1963年7月 – 1963年8月   | 819中队          | 威塞克斯直升机 HAS1     |
| 1963年8月 – 1965年7月   | 801中队          | 布莱克掠夺者S2型攻击机  |
| 1963年8月 – 1967年6月   | 814中队          | 威塞克斯直升机 HAS1     |
| 1963年8月 – 1965年7月   | 849A中队         | 塘鹅式反潜机 AEW3       |
| 1963年8月 – 1965年7月   | 893中队          | 海雌狐战斗机 FAW1       |
| 1963年8月               | 899中队分遣队    | 海雌狐战斗机 FAW1       |
| 1965年11月 – 1967年6月  | 893中队          | 海雌狐战斗机 FAW2       |
| 1966年6月 – 1967年6月   | 849A中队         | 塘鹅式反潜机 AEW3       |
| 1966年5月 – 1968年5月   | 801中队          | 布莱克掠夺者S2型攻击机  |

1. ↑  Sources differ on the time taken to repair Tirpitz, varying from one to three months. It appears, however, that she was ready for sea trials in July 1944.
2. ↑  There are differences between sources on the precise details of the circumstances of Victorious's demise.